# Holmtjärnen (Degerfors socken, Västerbotten, 717929-166715)
Holmtjärnen är en sjö i Vindelns kommun i Västerbotten och ingår i Umeälvens huvudavrinningsområde.